# 雷德萊夫爾 (阿拉巴馬州錢伯斯縣)
雷德萊夫爾（英語：Red Level）是一個位於美國阿拉巴馬州錢伯斯縣的非建制地區。該地的面積和人口皆未知。

## 地理
雷德萊夫爾的座標為33°05′23″N 85°28′40″W / 33.089722°N 85.477778°W，而該地最高點為海拔高度243米（即797英尺）。